# Samnordisk runtextdatabas
Samnordisk runtextdatabas (deutsch: Gesamtnordische Runentextdatenbank) ist eine 1993 von der Universität Uppsala begonnene Datenbank, mit dem Ziel einen vollständigen, maschinenlesbaren Katalog von Runeninschriften zu erstellen. In der aktuellen Version aus dem Jahre 2008 sind über 6500 Inschriften enthalten.
Die Datenbank sowie der dazugehörige Client Rundata sind für verschiedene Betriebssysteme frei im Internet erhältlich.

## Aufbau
Jeder Eintrag der Datenbank enthält den Text, Format, Auffindungsort, eine Übersetzung ins Schwedische und wahlweise ins Englische sowie Daten über den Runenstein an sich mit Verlinkungen zur Datenbank des Riksantikvarieämbetet (RAÄ) sowie zu einer dem RAÄ angegliederten Literaturdatenbank. Die konkrete Suche der Inschriften erfolgt über die Eingabe der Siglen des Katalogs der Sveriges runiskrifter, oder für die Inschriften im älteren Futhark nach dem Katalog von Krause/Jankuhn (KJ) und Moltke/Jacobsen (DR). Wahlsweise ist zudem die Suche durch die Eingabe eines bekannten Suchwortes aus den Inschrifttexten wie beispielsweise den Eigennamen eines Runenmeisters, eines Stifters, Stifterin oder einer Gottheit und bestimmter Formeln, Wendungen und prägnante Formelwörter wie beispielsweise kumbl = „Grab, Grabhügel“ möglich. Des Weiteren sind bei der Suche Verfeinerungen durch die Eingabe altnordischer Grapheme (æ,ø,œ,ǫ,ð,þ) wählbar.
Der erste Teil beschreibt die Herkunft der Inschrift. Bei innerhalb Schwedens gefundenen Steinen ist dies eine Abkürzung für die Landskap. Außerhalb Schwedens befindliche Steine werden über einen nicht ISO 3166 konformen Code identifiziert. Beispielsweise trägt der prominente Runenstein von Rök die Sigle „Ög 136“ für die Region Östergötland und der laufenden Nummer des Katalogs von 1911 durch dessen Bearbeiter und Herausgeber Erik Brate (1857–1924).
- Bo: Bohuslän
- D: Dalarna
- G: Gotland
- Gs: Gästrikland
- Hs: Hälsingland
- J: Jämtland
- Lp: Lappland
- M: Medelpad
- Nä: Närke
- Sm: Småland
- Sö: Södermanland
- U: Uppland
- Vg: Västergötland
- Vr: Värmland
- Vs: Västmanland
- Ög: Östergötland
- Öl: Öland

und bestimmte
- BR: Britische Inseln
- DR: Dänemark, Schonen
- FR: Färöer
- GR: Grönland
- IR: Irland
- IS: Island
- N: Norwegen

Der zweite Teil stellt eine Seriennummer dar, während im dritten und letzten Teil das Alter der Inschrift – Protonordisch, Wikingerzeit, Mittelalter – codiert ist:
- †: Inschrift verloren (anfänglich #)
- $: Neu übersetzt
- M: Inschrift aus dem Mittelalter
- U: Inschrift in Protonordisch

Ist kein M oder U vorhanden, so datiert die Inschrift aus der Wikingerzeit.